# Gebersack
Gebersack ist ein mit Verordnung des Regierungspräsidiums Karlsruhe vom 27. November 1992 ausgewiesenes Naturschutzgebiet mit der Nummer 2.156 auf dem Gebiet der Gemeinde Wildberg im Landkreis Calw und ein gleichnamiges Landschaftsschutzgebiet mit der Nummer 2.35.048. Laut Würdigung ergänzt das Gebiet das im Jahr zuvor verordnete Natur- und Landschaftsschutzgebiet Gültlinger und Holzbronner Heiden.

## Lage
Die Schutzgebiete befinden sich im Naturraum Obere Gäue und ist Teil des FFH-Gebiets Nr. 7218-341 Calwer Heckengäu. Es liegt westlich der Bundesstraße 296, zwischen dem Calwer Stadtteil Stammheim im Norden und Deckenpfronn im Süden.

## Schutzzweck
Die Gebiete wurde mit einer gemeinsamen Verordnung des Regierungspräsidiums Karlsruhe vom 27. November 1992 als Natur- und Landschaftsschutzgebiet ausgewiesen. Laut dieser Verordnung ist der Schutzzweck die Erhaltung, Entwicklung und Pflege der naturraumtypischen Landschaft des „Würm-Heckengäu“ als Lebensraum typischer, spezialisierter Tier- und Pflanzenarten (z. B. gefährdete, bedrohte und typische Säugetiere, Vögel, Reptilien, Schmetterlinge, Heuschrecken und Hautflügler), insbesondere als Standort von Halbtrockenrasen, von steinigen flachgründigen Ackerflächen und Hecken.

## Flora und Fauna
Eine Besonderheit des Gebiets ist das Vorkommen der gefährdeten und giftigen Dornfingerspinne. Die Wildkrautflora in den extensiv bewirtschafteten Ackerflächen des Gebiets setzt sich u. a. zusammen aus Ranken-Platterbse, Blauer Gauchheil und Sommer-Adonisröschen.